# ストレラ (ロケット)
ストレラ（ロシア語: Стрела）はロシア連邦の人工衛星打ち上げロケット。退役したUR-100N UTTKh大陸間弾道ミサイルをベースに、ロシア連邦政府の支援を受けたNPOマシノストロィエニヤによって開発された。

## 構成
大陸間弾道ミサイルであるUR-100N UTTKhを転用した衛星打ち上げ機で、3段式の液体燃料ロケットである。機体はブースターステージ、メカニズム・インスツルメントセクション（MIS）、スペースヘッドセクション（SHS）から構成されており、ブースターステージである1段目と2段目には、UR-100N UTTKhのブースターがそのまま流用されている。MISには推進システムが装備されており、上段ロケットとして機能する。MISはUR-100N UTTKhのポストブーストヴィークル（PBV）を流用している。SHSには、MIS、段間部、ペイロードアダプタ、フェアリングとペイロードが含まれる。SHS-1とSHS-2の2種類があり、フェアリング形状が異なる。
バイコヌール宇宙基地から打ち上げる場合、軌道傾斜角63度の低軌道に1,500kgのペイロードを投入できる。軌道傾斜角は変更可能であり、投入する軌道の高度とペイロード重量により左右される。SHS-1を使用した場合で、高度で1%、軌道傾斜角で0.05°以内の精度で軌道投入可能である。
同様にUR-100N UTTKhをベースとしたロケットにロコットがあるが、ストレラが地下サイロから発射されるのに対して、ロコットは新設された地上発射台から打ち上げられる。また、ストレラの第3段がICBMで使われていたポストブーストヴィークルの流用であるのに対して、ロコットは複数回燃焼可能で軌道投入精度の高いブリーズKMを搭載するなど、大きく仕様の異なる点がある。既存の機体と地上設備を活用しているストレラの方が費用面では有利であるが、打ち上げ能力や衛星の搭載環境の面ではロコットが優れている。
|                  | 第一段                    | 第二段                                 |
| ---------------- | ------------------------- | -------------------------------------- |
| 全長             | 17.2m                     | 2.8m                                   |
| 直径             | 2.5m                      | 2.5m                                   |
| 製造者           | NPOマシノストロィエニヤ社 | NPOマシノストロィエニヤ社              |
| 打上げ時重量     | 105t                      | 105t                                   |
| 酸化剤/燃料      | N2O4/UDMH                 | N2O4/UDMH                              |
| 平均推力（真空） | 1,870kN                   | 24kN                                   |
| 比推力（真空）   | 310秒                     | 320秒                                  |
| エンジン数       | RD-233×3基, RD-234×1基    | RD-235×1基, RD-236バーニアエンジン×1基 |
| 燃焼時間         | 121秒                     | 183秒                                  |

上段のポストブーストヴィークルAPBは、RD-0237エンジン1基を装備、推力500kg、最大200秒間燃焼可能。

## 打ち上げ
2003年12月5日に模擬ペイロードを搭載して初飛行が行われ、打ち上げは成功した。2013年6月27日にレーダー偵察衛星のコンドルを搭載して10年ぶり2回目の打ち上げが行われた。2014年12月19日には、南アフリカ共和国向けのコンドル-Eを搭載して3回目の打ち上げが行われた。
ストレラの打ち上げはバイコヌール宇宙基地に現存していたUR-100サイロを使用して行われている。元々はスヴォボードヌイ宇宙基地から打上げが予定されていたが、スヴォボードヌイ宇宙基地はストレラを1度も打ち上げることなく2007年に閉鎖されており、跡地に建設されたボストチヌイ宇宙基地には経費節減のためバイコヌール宇宙基地のような防衛用軍事施設 (この一環でUR-100Nのサイロが設置されていた) は併設されておらず、ストレラの発射施設が設置されるのかは不明である。
| 機体番号 | 打上げ日時 (UTC)      | 形式 | 射場                              | 搭載物                       | 結果 | 備考                                               | 備考 |
| -------- | --------------------- | ---- | --------------------------------- | ---------------------------- | ---- | -------------------------------------------------- | ---- |
| 1号機    | 2003年12月5日06時00分 |      | バイコヌール宇宙基地 175/59発射台 | Gruzomaket（コンドル-E-GVM） | 成功 | Gruzomaketはコンドル-Eの模擬ペイロード             |      |
| 2号機    | 2013年6月27日16時53分 |      | バイコヌール宇宙基地 175/59発射台 | コンドル                     | 成功 |                                                    |      |
| 3号機    | 2014年12月19日4時43分 |      | バイコヌール宇宙基地 175/59発射台 | コンドル-E                   | 成功 | コンドル-Eは南アフリカ共和国国防省の発注によるもの |      |